# Франкавілла-Анджитола
Франкавілла-Анджитола (італ. Francavilla Angitola, сиц. Francavilla) — муніципалітет в Італії, у регіоні Калабрія, провінція Вібо-Валентія.
Франкавілла-Анджитола розташована на відстані близько 480 км на південний схід від Рима, 32 км на південний захід від Катандзаро, 21 км на північний схід від Вібо-Валентії.
Населення — 1981 особа (2014).
Щорічний фестиваль відбувається 5 березня. Покровитель — San Foca.

## Демографія
Населення за роками:

Станом на 1 січня 2023 року в муніципалітеті офіційно проживало 79 іноземців з 18 країн, серед них 43 громадяни країн Євросоюзу та 21 громадянин України.

## Сусідні муніципалітети
- Куринга
- Філадельфія
- Маєрато
- Піццо
- Полія